# Margarete van Ess
Margarete van Ess (* 1960) ist eine deutsche Vorderasiatische Archäologin.

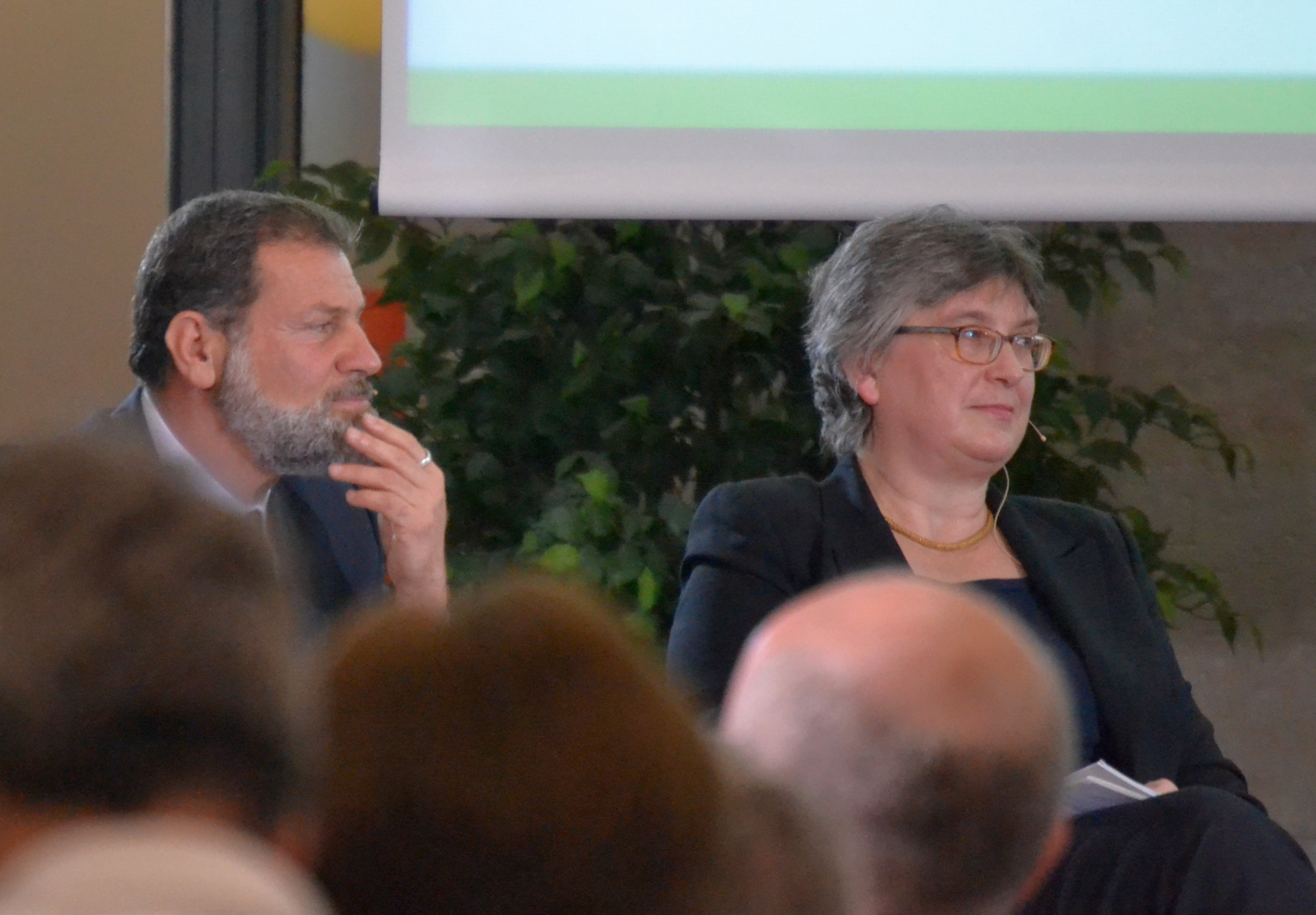
Margarete van Ess und Massimo Osanna beim Akademientag 2015 in Berlin.

## Leben
Margarete van Ess, Tochter des Islamwissenschaftlers Josef van Ess, studierte nach dem Abitur am Uhland-Gymnasium Tübingen von 1980 bis 1988 Vorderasiatische Archäologie, Altorientalistik sowie Ur- und Frühgeschichte an der Universität Tübingen und der Freien Universität Berlin. 1988 schloss sie den ersten Teil des Studiums mit einer Magisterarbeit zum Thema Keramik der Akkad- bis altbabylonischen Zeit aus Uruk ab. 1989 wurde van Ess wissenschaftliche Mitarbeiterin der Abteilung Bagdad des Deutschen Archäologischen Instituts (DAI). Sie war hier unter anderem örtliche Leiterin bei den Ausgrabungen in Uruk/Warka und war für die Publikation mehrerer Fundgruppen in der Reihe Ausgrabungen in Uruk-Warka. Endberichte verantwortlich. Promoviert wurde sie 1996 an der FU Berlin bei Hans J. Nissen und H.G. Schmid mit der Schrift Die Architektur des Eanna-Heiligtums in Uruk zur Ur III- und altbabylonischen Zeit. Baukonzeption eines Heiligtums. Von 1996 bis 2020 war sie Wissenschaftliche Direktorin der Orient-Abteilung des Deutschen Archäologischen Instituts und Leiterin der Außenstelle Bagdad. 1997 begann van Ess mit der Leitung von Ausgrabungsprojekten in Baalbek-Douris und Baalbek sowie in Uruk und Sippar im Irak. 1998 war sie für die Einrichtung und Eröffnung eines Museums in Baalbek verantwortlich. Mit dem Ausbruch des Dritten Golfkrieges begann ab 2003 ein stärkeres Engagement für kulturpolitische Fragen, insbesondere für den Erhalt des archäologischen Erbes im Irak und darüber hinaus. Von Herbst 2004 bis 2010 war sie Koordinatorin des Themenbereichs Südmesopotamien im von der European Science Foundation geförderten Projekt ARCANE (Associated Regional Chronologies for the Ancient Near East and the Eastern Mediterranean). Seit 2009 führt sie archäologische Forschungen in der Föderalen Region Kurdistan / Irak und seit 2015 auch wieder aktive archäologische Arbeit im Südirak durch. Im Herbst 2020 wurde sie zur leitenden Direktorin der Abteilung gewählt und löste damit Ricardo Eichmann ab, während Simone Mühl ihr als zweite Direktorin nachfolgte.
Van Ess ist seit 1996 ordentliches Mitglied des Deutschen Archäologischen Instituts. Zwischen 2003 und 2012 war sie deutsches Mitglied des International Coordination Committee for the Safeguarding of the Cultural Heritage of Iraq der UNESCO und Rapporteur des Komitees, zudem zwischen 2005 und 2012 Mitglied des Sub-Committee for the protection, conservation and management of the archaeological site of Babylon der UNESCO. Bei der Zeitschrift Tempora - Annales d'histoire et d'archéologie gehört sie zum wissenschaftlichen Beirat. Zunächst mit Ricardo Eichmann, jetzt mit Simone Mühl gibt sie die Zeitschrift für Orient-Archäologie heraus.

## Publikationen (Auswahl)
- mit Friedhelm Pedde: Uruk. Kleinfunde. II. Metall und Asphalt, Farbreste, Fritte, Fayence, Glas, Holz, Knochen, Elfenbein, Leder, Muschel, Perlmutt, Schnecke, Schilf, Textilien (= Ausgrabungen in Uruk-Warka. 7). Philipp von Zabern, Mainz 1992, ISBN 3-8053-1223-7.
- als Herausgeberin mit Thomas Weber: Baalbek. Im Bann römischer Monumentalarchitektur (= Zaberns Bildbände zur Archäologie. = Sonderbände zur Antiken Welt.). Philipp von Zabern, Mainz 1999, ISBN 3-8053-2495-2.
- Heliopolis – Baalbek. 1898–1998. Forschen in Ruinen. Das Arabische Buch, Berlin 1998, ISBN 3-86093-309-4 (2. Auflage. 2001).
- Heliopolis – Baalbek. Rediscovering the ruins. [Interaktive CD-ROM], 2001.
- Uruk. Architektur II. Von der Akkad- bis zur mittelbabylonischen Zeit. Teil 1: Das Eanna-Heiligtum zur Ur III- und altbabylonischen Zeit (= Ausgrabungen in Uruk-Warka.  15, 1). 2 Bände. Philipp von Zabern, Mainz 2001, ISBN 3-8053-2812-5.
- als Herausgeberin: Deutsches Archäologisches Institut, Orient-Abteilung – Außenstelle Baghdad. 50 Jahre Forschungen im Irak 1955–2005. = German Archaeological Institute, Orient Department – Baghdad. 50 years of research in Iraq 1955–2005. Deutsches Archäologisches Institut, Berlin 2005.
- als Herausgeberin: Baalbek / Heliopolis. Results of Archaeological and Architectural Research 2002–2005. German-Lebanese Colloquium, Berlin 2006 (= Bulletin d’Archéologie et d’Architecture Libanaises, Hors Serie. 4, ISSN 1683-0083). Ministère de la culture – Direction générale des antiquités, Beirut 2008.
- als Herausgeberin mit Elisabeth Weber-Nöldeke: Arnold Nöldeke: Briefe aus Uruk-Warka. 1931–1939. Reichert, Reichert 2008, ISBN 978-3-89500-485-8.